# Nederlands in Zuid-Afrika
Het Nederlands in Zuid-Afrika kent een geschiedenis die even lang is als de gehele geschreven geschiedenis van Zuid-Afrika. In 1652 doet het Nederlands zijn intrede in Zuid-Afrika, wanneer Nederlandse kolonisten onder leiding van de V.O.C. de Nederlandse Kaapkolonie stichten bij de Kaap de Goede Hoop. Het Nederlands is tot in de twintigste eeuw gebruikt als cultuurtaal van de Afrikaners, die voor een groot deel afstammen van Nederlanders. Door het vele contact met niet-Nederlandstaligen ontstond er naast het Nederlands een nieuwe taal, het Afrikaans, dat tegenwoordig erkend wordt als volwaardige taal, maar door sommigen nog steeds wordt gezien als een Nederlands dialect of een Nederlands half-creool. Tot 1984 was het Nederlands een van de officiële talen van Zuid-Afrika.
Tegenwoordig wordt in Zuid-Afrika het Nederlands niet meer als algemene (spreek)taal gebruikt. Door verschillende oorzaken heeft het Afrikaans het Nederlands tussen 1920 en 1940 verdrongen. Desondanks zijn de sporen van het Nederlands nog duidelijk te merken in het huidige Zuid-Afrika. Zo'n 95% van de woorden in het Afrikaans komt uit het Nederlands en aan de grootste Afrikaanstalige universiteit in Zuid-Afrika, de Universiteit Stellenbosch, is het alleen mogelijk om Afrikaans binnen de studie Afrikaans en Nederlands te studeren.
De Zuid-Afrikaanse regering heeft in 1996 alle aangelegenheden betreffende het Nederlandstalig onderwijs in Zuid-Afrika overgedragen aan de Nederlandse Taalunie, maar wil tot nu toe geen lid van de Nederlandse Taalunie worden.
Het Nederlands staat in Zuid-Afrika bekend onder verschillende namen. Hiervan zijn Hollands en Hoog-Hollands het meest gebruikt.
De taal is overigens niet geheel uit het dagelijks gebruik verdwenen: in Zuid-Afrika en Namibië zijn er nog enkele kleurlinggemeenschappen die het Nederlands gebruiken als onderdeel van de calvinistische orale traditie.

## Aankomst
Op 6 april 1652 kwam Jan van Riebeeck in opdracht van de Vereenigde Oostindische Compagnie aan bij de Kaap de Goede Hoop. Hij had de opdracht gekregen van de Heren XVII, het hoogste bestuursorgaan van de V.O.C., om in de Kaapstreek een tussenstation te stichten, zodat de V.O.C.-schepen op weg naar Indië konden worden ververst.
Vanaf de aankomst op de Kaap probeerden de Nederlanders te communiceren met lokale stammen, zoals de Hottentotten, en later met slaven. Omdat deze lokale stammen en slaven geen Nederlands spraken, werd de Nederlandse taal sterk vereenvoudigd. Deze tussentaal, die tegen het einde van de negentiende eeuw zou uitgroeien tot het Afrikaans, werd echter alleen gebruikt in de omgang met lokale stammen en slaven. Het Nederlands was - net zoals in Nederland - de omgangstaal tussen de Nederlandse kolonisten onderling en met kolonisten uit andere landen.

## 19e eeuw: Verplichte verengelsing
Na bewaring van de Nederlandse Kaapkolonie in 1795 (op verzoek van stadhouder Willem V) door de Engelsen en de korte tussenliggende Bataafse periode viel de Kaapkolonie in 1806 na de Slag bij Blaauwberg definitief in Britse handen. Het grote gebruik van de Nederlandse taal was de Britten een doorn in het oog. In 1813 verklaarde de gouverneur, de heer Cradock, dat alle kolonisten Engels moesten leren. Predikanten en onderwijzers werden uit het Verenigd Koninkrijk naar de Kaap gehaald om de aanwezige Nederlandstalige kolonisten Engels te leren. Dit proces werkte nauwelijks. Daarom werd in 1820 een begin gemaakt met grote verhuizingen vanuit Engeland naar de Kaap om het Nederlandse overwicht in de Engelse kolonie te breken. In 1822 werd het Nederlands daarop ook uit alle overheidsdiensten geschrapt. De enige bestuurstaal en rechtstaal was vanaf dat moment Engels. Onder de Nederlandse kolonisten, die sowieso al niet blij waren met de Britse overheersing, ontstonden in 1824 wegens de verbroken banden met Nederland - en het opkomende liberalisme aan de Nederlandse universiteiten, waar de predikanten voorheen studeerden - de eerste ideeën voor de Kweekschool in Stellenbosch, waar aankomende predikanten (in het Nederlands) theologie konden studeren. De Kweekschool was in het bezit van de Nederduits Gereformeerde Kerk.
Ondanks de oprichting van de Kweekschool stond het Nederlands in de Engelse Kaapkolonie toch zwaar onder druk. Door de politiek van verplichte verengelsing was het Britse beleid in de kolonie bij veel Nederlandse kolonisten in het verkeerde keelgat geschoten. Daarbij werden de Nederlandse kolonisten (naar eigen zeggen) ook achtergesteld ten opzichte van de Britse nieuwkomers. Dit leidde tot grote onrust onder de duizenden Nederlandstalige kolonisten in de Kaapkolonie. Uiteindelijk leidde deze onrust tot het begin van de Grote Trek.
Hoewel vele Nederlandse kolonisten tijdens de Grote Trek wegtrokken naar de - tijdens de Trek - gestichte Boerenrepublieken, bleven ook velen in de Kaapkolonie wonen. Zij bleven strijden voor het gebruik van het Nederlands in de rechtspraak, in het onderwijs en gebruik door de overheid van de Kaapkolonie.

### Taalstrijd met het Engels

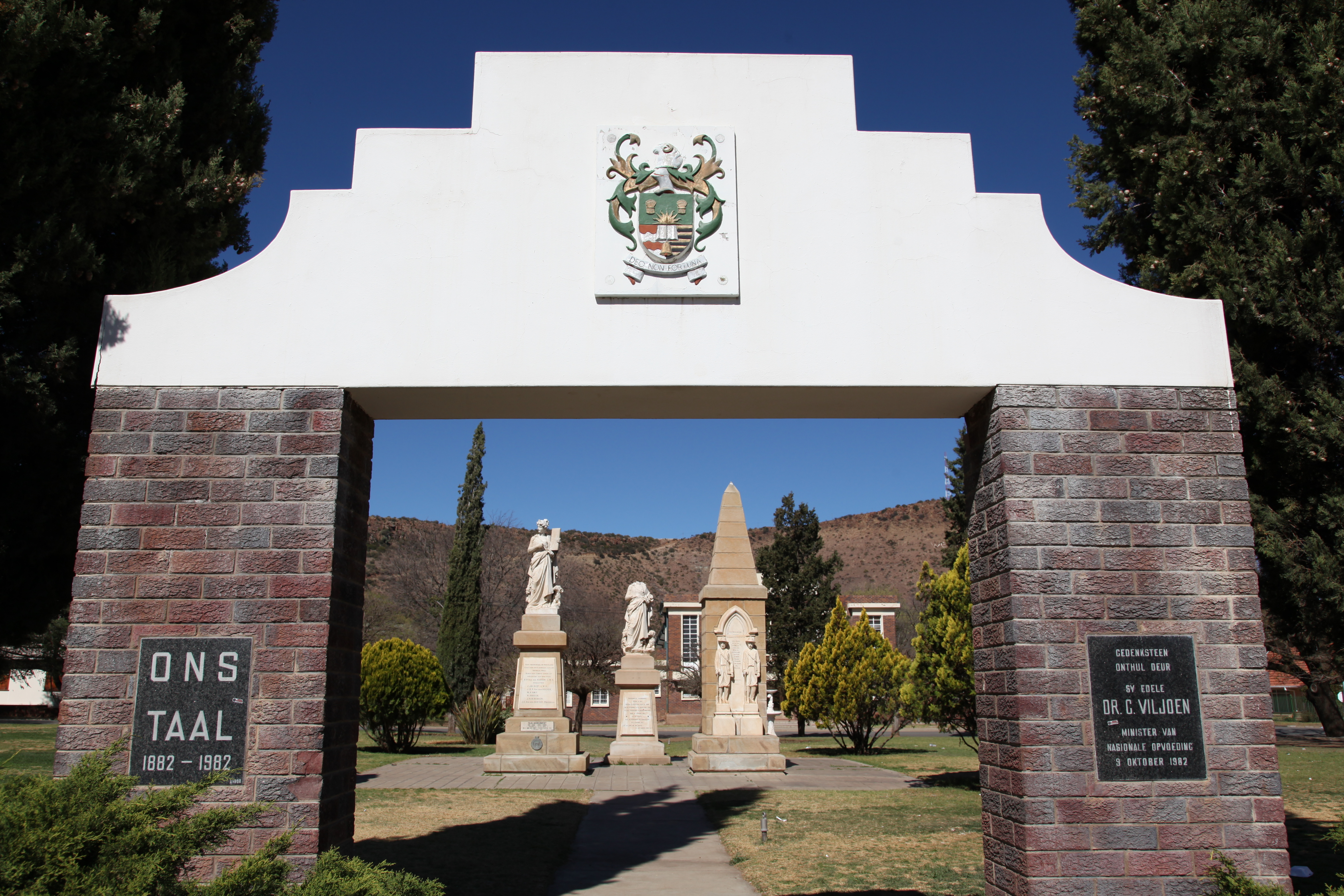
Het Nederlandse taalmonument in Burgersdorp, Zuid-Afrika.

Hoewel het Nederlands in Zuid-Afrika rond het midden van de negentiende eeuw vertakt was in het formele Nederlands en het informele Kaap-Hollands, bleven de Nederlandstaligen eendrachtig proberen om het formele Nederlands erkend te krijgen in de Kaapkolonie. Dit was een zeer moeilijk proces, omdat de Engelsen nog steeds heil zagen in hun (mislukte) projecten ter verengelsing van het Nederlandstalige deel van de bevolking. Voor 1854 waren de pogingen om het Nederlands weer erkend te krijgen zinloos, simpelweg omdat de inwoners van de kolonie helemaal niets te vertellen hadden. Pas toen het Britse parlement in Londen in 1854 zijn gezag overdroeg aan het nieuw opgerichte parlement van de Kaapkolonie, konden de Nederlandstaligen echt beginnen om het Nederlands erkend te krijgen. De Nederlandse en Afrikaanse taalbewegingen streden samen om het Nederlands erkend te krijgen. In 1878 werd door leden van de Zuid-Afrikaansche Boeren-Beschermingsvereniging (de afdeling uit het district Albert) het besluit genomen om de Kaapse regering te verzoeken het Nederlands naast het Engels te erkennen. Deze aanvraag werd gesteund door een petitie die was ondertekend door 5000 mensen. In 1882 werd het wetsvoorstel hiertoe door het Kaapse parlement goedgekeurd.
Ter herinnering aan het (weer) erkennen van de Nederlandse taal in de Engelse Kaapkolonie is in 1893 het Nederlandse taalmonument in Burgersdorp opgericht.
Het Nederlands en Afrikaans hebben hun status als de grootste taal in het gebied van de voormalige Kaapkolonie nooit afgestaan aan het Engels. De meerderheid van de inwoners uit de provincies Noord- en West-Kaap spreekt tegenwoordig (nog steeds) Afrikaans.

## 20e eeuw: Taalbewegingen
Aan het begin van de twintigste eeuw was het Nederlands niet alleen een erkende taal van de Engelse Kaapkolonie, maar het was ook de enige officiële taal van de (Nederlandse) onafhankelijke Boerenrepublieken Oranje Vrijstaat en de Zuid-Afrikaansche Republiek.
 Het is voor u een groot voorrecht dat de Regeering en Volksraad uwe taal als taal van den Staat aangenomen hebben. Houdt daaraan vast, aan de taal waarin uwe voorouders, die God uitgeleid heeft, geworsteld en God aangebeden en ze God hoe langer hoe liever gekregen hebben. De taal waarin uw Bijbel tot u komt en waarin uwe voorouders den Bijbel gelezen hebben, en die den Godsdienst uwer voorouders inhoudt. Indien gij dus onverschillig wordt jegens uwe taal, dan wordt gij dat ook jegens uwe voorouders en wordt gij onverschillig jegens uwe Bijbel, dan ook jegens uwe godsdienst, en dan dwaalt gij spoedig geheel weg, en het nageslacht ontrooft gij van uwen Hollandsche Bijbel, en uw geloof, dat God met mirakelen en wonderen aan onze voorouders heeft bevestigd. Staat dan vast, opdat niet te vergeefs op u vertroud wordt, en houdt u vast aan uw taal, Bijbel, en godsdienst. Het is wel goed om vreemde talen te leeren, voornamelijk de taal van uwen buurman, waar gij het meest mee omgaat, doch laat eene vreemde taal u eene bijtaal zijn. Bidt den Heer, dat gij daarop moogt vast staan en niet afdwalen, opdat de Heer in het midden van u blijft, en dan zal het nageslacht u danken voor uw getrouwheid.

Hoewel het Nederlands in de Engelse Kaapkolonie was erkend als officiële taal in het parlement, in het onderwijs en op kantoor, werd het Nederlands door de bestuurders van de Kaapkolonie nooit volwaardig behandeld naast het Engels. Hoe anders was dit in de Boerenrepublieken, waar Nederlands de enige taal was en overal het monopolie had. Marktkooplieden waren zelfs verplicht om hun leuzen in het Nederlands te roepen, alvorens zij een andere taal mochten gebruiken. Nederlands genoot in de Boerenrepublieken een enorme status; zonder Nederlandse spreekvaardigheid was het praktisch onmogelijk om een hoge baan te krijgen. Dit was tegen het zere been van de Engelse kolonisten, die vanuit de Kaapkolonie afkwamen op de goudvelden bij Witwatersrand in de Zuid-Afrikaansche Republiek.
De grote rol van het Nederlands in deze tijd is te verklaren doordat tijdens de Grote Trek naar de Boerenrepublieken de kinderen van de Voortrekkers werden opgevoed (en de taal werd geleerd) aan de hand van de Nederlandstalige Statenvertaling uit 1637, omdat er geen andere literatuur beschikbaar was. In 1898 benadrukte staatspresident Paul Kruger het belang van het Nederlands in de republiek in een toespraak tijdens zijn vierde inauguratie als staatspresident. Pas in 1933 kwam de eerste Bijbel in het Afrikaans beschikbaar.

### Spelling-De Vries en Te Winkel
In 1863 kwam de eerste echte Nederlandse spelling beschikbaar, die een einde moest maken aan de veelvoud aan verschillende spellingen in Nederland en Vlaanderen. Deze spelling, de spelling-De Vries en Te Winkel, werd in 1864 in Vlaanderen ingevoerd. In 1883 volgde Nederland en tijdens de invoering van de taalwet (wet 10) in 1888 volgde ook de Zuid-Afrikaansche Republiek. Omdat de Zuid-Afrikaansche Republiek min of meer maatgevend was voor de politiek van de Afrikaners in de Oranje-Vrijstaat en de Engelse Kaapkolonie, volgden deze de spellinginstructie in de Zuid-Afrikaansche Republiek informeel.
De nieuwe spelling kreeg overal, zowel in Europa als in Afrika, veel kritiek. De spelling-De Vries en Te Winkel zou te moeilijk zijn. Vooral bij de laaggeschoolde mensen op het platteland in Europa stuitte de nieuwe spelling op veel verzet. Door de slechte omstandigheden van het Nederlandstalige onderwijs in Zuidelijk Afrika was de spelling zeer moeilijk te volgen voor de mensen aldaar. In de Engelse Kaapkolonie ontbrak het openbare Nederlandstalige onderwijs tussen 1822 en 1882 geheel en ook na 1882 was het moeilijk om openbaar Nederlandstalig onderwijs te volgen. Omdat de Grote Trek pas tegen 1840 op gang kwam, had de gehele Nederlandstalige bevolking een grote achterstand opgelopen ten opzichte van het onderwijs in Europa. Deze achterstand werd echter in de stedelijke gebieden van de Boerenrepublieken al snel weer weggewerkt en hier verliep de invoering van de spelling dan ook minder moeizaam, maar de kritiek bleef ook hier van het minder opgeleide platteland komen.

#### Eerste Afrikaanse beweging
Sinds de stichting van de Kaapkolonie in 1652 ontwikkelde het Nederlands zich niet alleen in Europa, maar ook in Zuid-Afrika. De Kaapse variant van het Nederlands, het Kaap-Hollands, ontwikkelde zich afzonderlijk van het Nederlands in Zuid-Afrika. Na een lange ontwikkeling zou uiteindelijk het Afrikaans ontstaan. Langzamerhand werden sommige Afrikaners zich ervan bewust dat het Afrikaans ook waarde had - naast het Nederlands, dat Hoog-Hollands werd genoemd. In 1875 werd het Genootskap van Regte Afrikaners opgericht, dat tot doel had om het Afrikaans als schrijftaal te ontwikkelen. Deze beweging had een schuilnaam en hield in het diepste geheim vergaderingen. De reden hiervoor was dat het idee dat het Afrikaans behalve als spreektaal ook als schrijftaal dienst zou kunnen doen algemeen als absurd werd ervaren. Toch wilde deze beweging niet het Nederlands vervangen, maar juist de verengelsing tegengaan.

#### Tweede Boerenoorlog
In 1899 brak de Tweede Boerenoorlog tussen het Verenigd Koninkrijk enerzijds en de Zuid-Afrikaansche Republiek en Oranje-Vrijstaat anderzijds uit. De Britten gebruikten in deze oorlog verschillende tactieken om het verzet van de Boerenrepublieken te breken. Zij gebruikten onder andere de tactiek van de verschroeide aarde, waarbij vele onderwijsfaciliteiten werden vernietigd, een klap die het Nederlands in Zuid-Afrika misschien de nekslag heeft gegeven. In de Zuid-Afrikaansche Republiek waren ruim 300 onderwijzers uit Nederland aanwezig op een totaal korps van 836 onderwijzers.

#### Desastreuze gevolgen
Tijdens en na de Tweede Boerenoorlog werden de meest invloedrijke Nederlanders door de Britten verscheept naar Nederlands-Indië om de macht van de Boeren te breken. Hoewel een van de punten van het Verdrag van Vereeniging was dat het Nederlands de officiële taal van het onderwijs en in de rechtbanken van de veroverde Oranje-Vrijstaat en Zuid-Afrikaansche Republiek zou blijven, kwam hiervan in de praktijk weinig terecht: Nederlandstalige onderwijsvoorzieningen waren vernietigd en vele leraren uit Nederland en Vlaanderen werden de nieuwe Britse koloniën uitgezet.
Wederom werd de Nederlandse Statenvertaling het belangrijkste middel om het Nederlands over te dragen. Opnieuw liepen de Afrikaners en Nederlanders in Zuid-Afrika aan tegen een taalachterstand. Daarnaast was er nog steeds zeer veel weerstand tegen de (als moeilijk ervaren) spelling-De Vries en Te Winkel.

### Alternatieve Nederlandse spelling voor Zuid-Afrika
In 1891 publiceerde de Nederlandse taalkundige R.A. Kollewijn een boek met de titel Onze lastige spelling, een voorstel tot vereenvoudiging. In dit boek kwam hij met een voorstel om de spelling-De Vries en Te Winkel sterk te vereenvoudigen. Dit voorstel omvatte een groot aantal regels voor een nieuwe spelling: de spelling-Kollewijn, ook wel Vereenvoudigde Nederlandse Spelling genoemd. In Nederland en Vlaanderen kwam deze spelling direct onder vuur te liggen. Academici uit Nederland en Vlaanderen bestreden dit voorstel met het argument dat het voorstel van Kollewijn de Nederlandse taal zou afbreken en te "volks" zou maken. Desondanks stonden de academici uit Zuidelijk Afrika niet direct afwijzend tegenover het voorstel van Kollewijn. Reeds in 1895 werd er in Stellenbosch gebrainstormd over mogelijke invoering van de spelling-Kollewijn.
Op 4 en 5 januari 1897 werd er een Congres ter Vereenvoudiging der Nederlandsche Taal in Kaapstad belegd. Hier werd besloten om een vereenvoudigde Nederlandse spelling op basis van de voorstellen van Kollewijn in gebruik te nemen als Nederland en Vlaanderen zouden volgen.
Na de Tweede Boerenoorlog werd er in 1903 een speciale vergadering in Stellenbosch gehouden, waarbij werd besloten om professor Viljoen van het Victoria Kollege naar Nederland te sturen om te onderhandelen over de eventuele invoering van de spelling-Kollewijn. Op 19 september 1903 kwam "de Commissie voor taal- en letterkunde" van de Maatschappij der Nederlandse Letterkunde in vergadering bijeen, waaraan twintig professoren deelnamen en werd besloten:
Dat de algemene beginselen volgens welke de Zuid-Afrikaansche Taalbond by het vereenvoudigen van de schrijftaal in Zuid-Afrika wil te werk gaan in overeenstemming zijn met de wetenschappelijke begrippen omtrent de eischen eener taal;
"Dat de voorstellen tot vereenvoudiging van de spelling in Zuid-Afrika niet in strijd zijn met het karakter en de wetten der Nederlandsche Taal;
"Dat het alleszins gerechtvaardigd is om woorden en uitdrukkingen, die in Zuid-Afrika algemeen bekend zijn ook in de schrijftaal te gebruiken, en dat kleine wijzigingen in woordgebruik en taalvormen, zooals die welke de Zuid-Afrikaansche Taalbond voorstelt, geen afbreuk doen aan de hogere eenheid der Nederlandsche taal.— de Commissie voor taal- en letterkunde, Maatschappij der Nederlandse Letterkunde

#### Gebruik
In het najaar van 1904 begon de Zuid-Afrikaansche Taalbond met de bekendmaking van de nieuwe spellingsregels. Aan het eind van 1906 waren er al grote stappen gezet voor de erkenning van de nieuwe Vereenvoudigde Nederlandse Spelling: de spelling werd gebruikt door de Universiteit van Kaapstad en aangeduid als officiële spelling door het ministerie van Onderwijs van de Engelse Kaapkolonie, Brits Natal, Brits Transvaal en de Oranjerivierkolonie.
Ook werd de spelling in een zeer groot aantal kranten en tijdschriften, waaronder De Burger, De Huisgenoot en Volksblad gebruikt.

### Opkomst van het Afrikaans

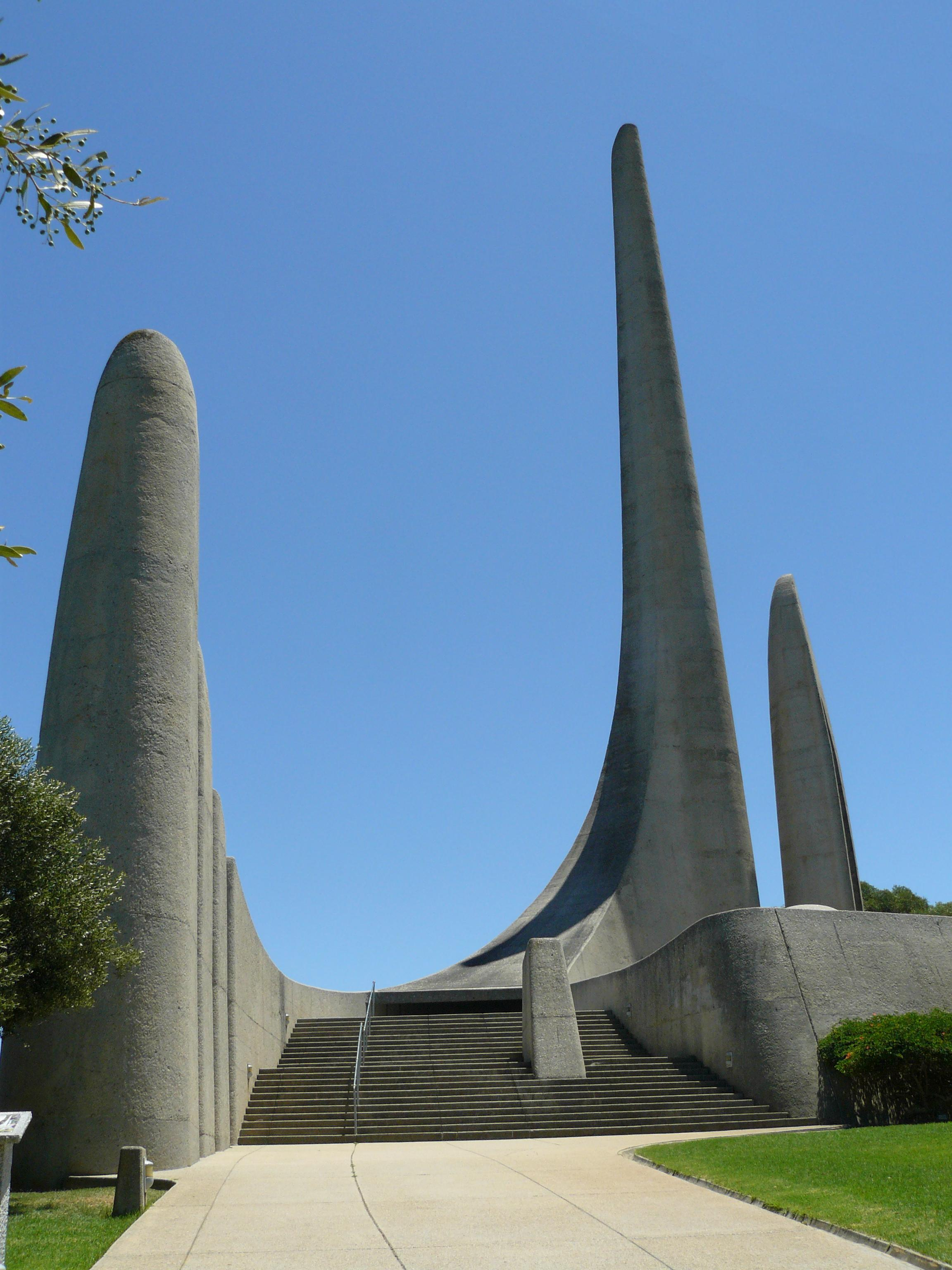
Die Afrikaanse Taalmonument, voltooid in 1975, ter ere van 50 jaar erkenning van het Afrikaans.

Ondanks de invoering van de Vereenvoudigde Nederlandse Spelling (VNS) bleef de Afrikaanse Taalbeweging doorzetten om het Afrikaans erkend te krijgen. Vlak na de Uniewording in 1910, waarbij de vier Britse koloniën in Zuid-Afrika werden samengevoegd tot de Unie van Zuid-Afrika, was er een status van diglossie tussen het Nederlands en Afrikaans. Het Afrikaans werd binnenshuis gesproken, terwijl tijdens officiële gelegenheden het Nederlands werd gebruikt. Ook werd het Nederlands altijd - op enige experimenten om in het Afrikaans te schrijven na - in geschreven vorm gebruikt, omdat er (eenvoudigweg) nog geen schrijf- en spellingsregels voor het Afrikaans bestonden. Hoewel het Nederlands aanzien had, werd het Afrikaans niet geheel waardeloos bevonden. De in 1909 opgerichte Zuid-Afrikaanse Akademie voor Wetenschap, Letteren en Kunst (Akademie) ontfermde zich over de Hollandse Taal en Letteren in Zuid-Afrika en definieerde vervolgens het Nederlands en Afrikaans als dezelfde (Hollandse) taal. Die Taalkommissie van de Akademie bepaalt ook tegenwoordig nog steeds de grammatica- en spellingsregels van het Afrikaans.
De eerste grammatica- en spellingsregels voor het Afrikaans werden al aan het einde van de negentiende eeuw ontwikkeld en hadden als eigenschap om ver af te wijken van het bestaande Nederlands, om zodoende een echt alternatief te kunnen bieden. Latere voorstellen (van de Akademie) hadden juist de eigenschap om dichter bij het Nederlands te blijven. De Akademie begon in 1917 met de uitgave van grammatica- en spellingsregels voor het Afrikaans. Zeker toen vanaf de jaren 30 het Nederlands door aanhangers van Daniël François Malan op een dwingende manier vervangen werd door het Afrikaans.

#### Malan vervangt het Nederlands
Bij de erkenning van Afrikaans in 1925 werd bepaald dat Afrikaans gelijk is aan het Nederlands: een Nederlandse tekst kon worden gelezen als een Afrikaanse tekst en andersom. Hoewel Afrikaans en Nederlands een gelijke status kregen, kreeg in de praktijk het Afrikaans dankzij de ondersteuners van Malan, die een voorstander van het Afrikaans was, een voorkeursbehandeling. Malan was destijds kanselier van de (officieel) Nederlandstalige universiteit in Stellenbosch.
Afrikaans als cultuurtaal werd in deze jaren beschouwd als het product van nationalisme; of als een uitingsvorm van nationalisme. De Afrikaners hadden immers al de beschikking over een reeds gevestigde cultuurtaal: het Nederlands, dat doelbewust vervangen werd door Afrikaans ten behoeve van het Afrikaner-nationalisme.
Aanhangers van Malan wilden niet alleen een wig slaan tussen het Afrikaans en Nederlands, maar wilden ook een scheiding tussen Afrikaners en kleurlingen. Premier Hertzog waarschuwde juist dat Malan het verkeerde pad volgde. Voor Hertzog was Nederlands de cultuurtaal van de Afrikaners en Hertzog beschouwde ook de kleurlingen als deel van de Afrikanergemeenschap.

#### Politieke achtergrond

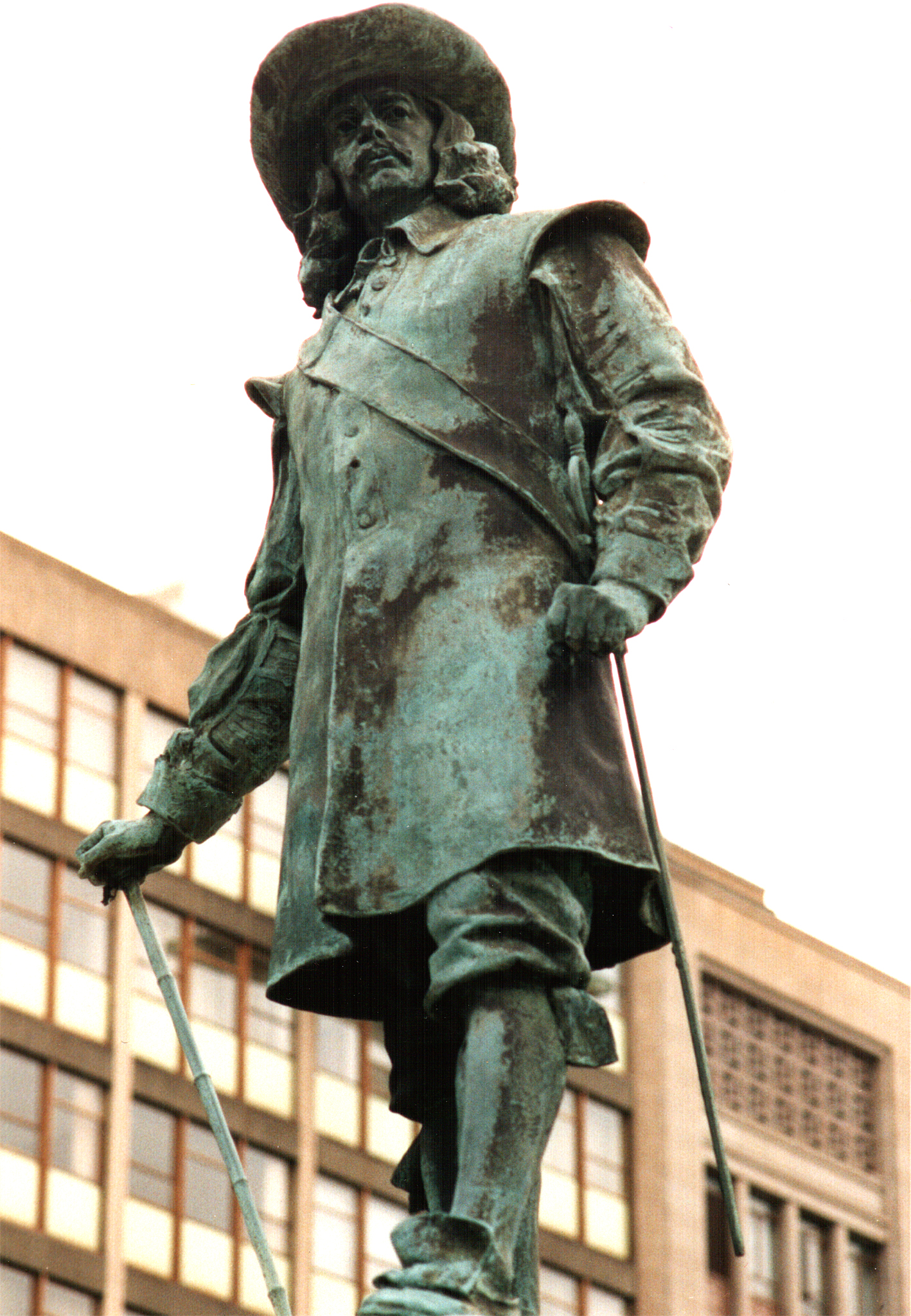
Het standbeeld van Jan van Riebeeck in Kaapstad.

Hoewel het Afrikaans in opkomst was, was het in eerste instantie niet de bedoeling de contacten met de Nederlandstalige Lage Landen te verbreken. Onder anderen professor Pieter Geijl probeerde de culturele contacten tussen de Lage Landen en Zuidelijk Afrika uit te breiden. Ook de politieke contacten tussen Nederland en Zuid-Afrika, waaronder de liberale kabinetten van Smuts en Hertzog, waren zeer goed.
Na de Tweede Wereldoorlog kwam Malan aan de macht, die een hardere apartheidspolitiek doorvoerde in Zuid-Afrika, waarbij hij samen met zijn minister van Naturellen Zaken, de Nederlander Verwoerd, de rassensegregatie verder aanscherpte. Hoewel deze politiek ook in de Westerse wereld met een opgetrokken wenkbrauw werd bekeken, was Zuid-Afrika een broodnodige bondgenoot in de dekolonisatieperiode. In deze periode bleven de culturele contacten tussen de Lage Landen en Zuid-Afrika goed, zo getuige de onthulling van een beeld van Maria de la Quellerie in Kaapstad in 1952 door prins Bernhard der Nederlanden tijdens het Van Riebeeckfestival. Dit festival was de viering van de 300e verjaardag van de aankomst van de VOC in de Kaap. Het beeld van Maria de la Quellerie staat naast het beeld van haar man Jan van Riebeeck.
Op 31 mei 1951 kwam ook het Cultureel Verdrag tussen Nederland en de Unie van Zuid-Afrika tot stand. Dit trad in werking op 11 mei 1953.

### Cultuurboycot wegens apartheid
Pas in 1960 werd de eerste van de 60 moties tegen de apartheid aangenomen in de Veiligheidsraad van de Verenigde Naties. Hoewel de westerse landen uit Noord-Amerika, Europa en Oceanië soms nog tot in de jaren tachtig van de twintigste eeuw tegen de moties stemden of zich onder publieke druk uit eigen land onthielden van stemming, waren de nieuwe landen, die in de jaren vijftig van de twintigste eeuw onafhankelijk waren geworden, inmiddels in de meerderheid, waardoor zij hun macht tegenover hun oude moederlanden konden laten gelden. Toen het Verenigd Koninkrijk de apartheidspolitiek veroordeelde, stapte de Unie van Zuid-Afrika uit het Britse Gemenebest, waarop de Republiek van Zuid-Afrika gesticht werd.
Hoewel de media in België en Nederland in 1960 vrij weinig over de apartheidskwestie berichtten, wegens de pogingen van deze landen om (in samenwerking met Zuid-Afrika) hun koloniën Belgisch-Congo en Nederlands-Nieuw-Guinea te behouden. Toen deze landen in 1960 en 1962 alsnog afstand moesten doen van hun koloniën, viel de noodzaak bij de Nederlandse en Belgische overheid weg om Zuid-Afrika te steunen. De publieke opinie keerde zich zeer snel tegen het apartheidsregime.
Toch verbrak vooral Nederland niet zomaar de banden met Zuid-Afrika. Daarvoor waren de geschiedkundige en economische banden te groot. Desondanks werd het particuliere initiatief minder. Nederlandstalige boeken werden niet langer naar Zuid-Afrika verscheept en het initiatief voor gezamenlijke wetenschappelijke onderzoeken werd minder. Hierdoor begon het Afrikaans een eigen weg in te slaan, los van het Nederlands, want de mogelijkheid om terug te vallen op Nederlandstalige bronnen en teksten viel weg.
De Nederlandse regering probeerde in eerste instantie nog om het particuliere initiatief over te nemen, maar dit was geen lang leven beschoren.
In 1972 verbrak België zijn culturele verdrag met Zuid-Afrika en in 1977 schorste de Nederlandse regering alle culturele betrekkingen met Zuid-Afrika. Hierdoor kon Zuid-Afrika (net als Suriname) in 1980 niet toetreden tot de Nederlandse Taalunie, die in dat jaar werd opgericht. Nederland verbrak eenzijdig het bestaande culturele verdrag met Zuid-Afrika op 5 februari 1982. Als directe reactie hierop schrapte Zuid-Afrika in 1984 het Nederlands als een officiële taal van Zuid-Afrika. In de nieuwe grondwet van dat jaar werden alleen het Afrikaans en Engels nog erkend als officiële taal.
Ondanks de economische en culturele boycotten bleven de diplomatieke banden tussen Zuid-Afrika enerzijds en België en Nederland anderzijds wel bestaan.

## Na 1994: post-apartheid
Een paar dagen voor de eerste niet-raciale verkiezingen in Zuid-Afrika op 27 april 1994, waarmee de economische en culturele boycot van Zuid-Afrika kwam te vervallen, nam de Nederlandse Taalunie het besluit om het Afrikaans indirect te ondersteunen door het uitreiken van beurzen aan Zuid-Afrikaanse studenten die Nederlands willen studeren. In de nieuwe grondwet, die op dezelfde dag van kracht werd, kreeg Zuid-Afrika naast het Afrikaans en Engels negen nieuwe officiële talen, die allemaal Bantoetalen zijn. Het Nederlands kreeg zijn officiële status niet terug, maar Afrikaans zou, ondanks de komst van negen nieuwe officiële talen, zijn verworven status wel behouden.
Toen koningin Beatrix in 1996 namens het Koninkrijk der Nederlanden een staatsbezoek bracht aan Zuid-Afrika, werden op verzoek van president Nelson Mandela naast het Engels ook Nederlands en Afrikaans als voertaal gebruikt. Desondanks sprak de Nederlandse koningin volgens de media vooral Engels tijdens het bezoek.

### Tweede cultureel verdrag
Hoewel de banden met de nieuwe regering in Zuid-Afrika goed waren, had het Nederlands in Zuid-Afrika onder de Afrikaners toch nog lang een stigma van "de taal van de verrader", zoals in Europa het Afrikaans nog lange tijd als "taal van de apartheid" gezien zou worden. Contacten tussen het Afrikaans en Afrikaners enerzijds en het Nederlands en Nederlanders anderzijds zouden nog tot en met de eerste helft van de jaren 00 van de eenentwintigste eeuw gevoelig blijven. Dit komt ook tot uiting in het op 30 september 1996 in Pretoria gesloten Verdrag tussen het Koninkrijk der Nederlanden en de Republiek Zuid-Afrika inzake samenwerking op het gebied van onderwijs en wetenschappen, kunst en cultuur, gezondheid, welzijn en sport. Slechts de status van het Nederlands in Zuid-Afrika wordt behandeld, terwijl het Afrikaans niet wordt genoemd.
In het verdrag wordt gesproken over "talen van elkaars land, wetenschap, kunst en cultuur", zonder deze parameters in te vullen. Alleen over de status van en zeggenschap over het Nederlands wordt expliciet gesproken:
Artikel 5: Aangelegenheden die verband houden met de bevordering en het onderwijs van de Nederlandse taal in Zuid-Afrika zijn overgedragen aan de Nederlandse Taalunie (NTU), een intergouvernementele organisatie die door Nederland en België in 1980 is opgericht ter bevordering van de Nederlandse taal in de ruimste zin.— Verdrag tussen het Koninkrijk der Nederlanden en de Republiek Zuid-Afrika inzake samenwerking op het gebied van onderwijs en wetenschappen, kunst en cultuur, gezondheid, welzijn en sport (1996)
Desondanks is dit verdrag nog niet in werking getreden.

### Maatschappelijke status
Hoewel het Nederlands langzamerhand zijn status in Zuid-Afrika heeft overgedragen aan het Afrikaans, zijn de banden tussen het Afrikaans en Nederlands niet helemaal verbroken, waardoor het Nederlands nog steeds aanwezig is in Zuid-Afrika. Zo is het aan de grootste Afrikaanstalige universiteit in Zuid-Afrika, de Universiteit Stellenbosch, alleen mogelijk om de combinatie Afrikaans en Nederlands te studeren. Ook bij de Universiteit van Kaapstad en de Universiteit van Wes-Kaapland zijn Afrikaans en Nederlands ondergebracht in één vakgroep (departement).
Ondanks de wrijving tussen de talen gedurende en na de apartheidsjaren, groeit de laatste jaren de belangstelling in Nederland, België en Suriname voor het Afrikaans en in Zuid-Afrika en Namibië voor het Nederlands. Zo stonden in Stellenbosch in 2010 Nederlandstalige schrijvers centraal op het zevendaagse festival Woordfees, dat jaarlijks georganiseerd wordt door de Universiteit Stellenbosch. Ook werd in 2011 in het Amsterdamse Tropentheater voor de eerste keer het driedaagse Festival voor het Afrikaans/Fees vir Afrikaans georganiseerd door Solidariteit en het Koninklijk Instituut voor de Tropen. Dit festival in Amsterdam zal in de toekomst elke twee jaar georganiseerd worden.
Ook heerst er een groot debat onder Afrikaanstaligen in Zuid-Afrika omtrent de huidige status van het Afrikaans, zijn relatie met het Nederlands en zijn toekomstperspectief.

### Toekomst
In 2008 hebben de Nederlandse staatssecretaris van Buitenlandse Zaken Frans Timmermans en de Vlaamse minister van Cultuur Bert Anciaux gepleit voor de toetreding van Zuid-Afrika tot de Nederlandse Taalunie. De Zuid-Afrikaanse regering weigert tot nu toe echter deel te nemen aan de onderhandelingen, die benodigd zijn voor een toetreding van Zuid-Afrika tot de Taalunie. Desondanks neemt de Suid-Afrikaanse Akademie vir Wetenskap en Kuns sinds het pleidooi van de Nederlandse en Vlaamse bewindslieden deel aan de conferenties van de Nederlandse Taalunie. Na de conferentie Nederlands, Wereldtaal in 2010 werd bekendgemaakt dat de Nederlandse Taalunie en de Akademie op verschillende gebieden willen gaan samenwerken. In 2011 en 2012 zullen hiervoor concrete plannen uitgewerkt worden. Deze plannen omvatten het uitwisselen van kennis en ervaring op terreinen, zoals aan taal gerelateerde cultuur en taalonderwijs in een meertalige omgeving. Daarnaast besteden de Nederlandse Taalunie en de Akademie ook aandacht aan het (her)opbouwen van de taalconnecties tussen het Nederlands en Afrikaans. Zo is in april 2011 het Groot Woordenboek Afrikaans en Nederlands uitgebracht, dat medegefinancierd werd door de Nederlandse Taalunie. Dit woordenboek is niet uitgebracht als een gescheiden tweetalig woordenboek, maar Afrikaanse en Nederlandse woorden staan door elkaar, zoals ook bij een eentalig woordenboek het geval is.
Afrikaans · Engels · Noord-Sotho · Swazi · Tsonga · Tswana · Venda · Xhosa · Zoeloe · Zuid-Ndebele · Zuid-Sotho 
 Nederlands (tot 1984)